# What's the Frequency, Kenneth?
Singles de R.E.M.
Find the River
(1993) Bang and Blame
(1994)
Pistes de Monster
Crush with Eyeliner
(2)
What's the Frequency, Kenneth? est une chanson du groupe de rock alternatif R.E.M., sortie en tant que premier single de leur neuvième album studio Monster le 5 septembre 1994. Il s'est classé à la 21e place du Billboard Hot 100 et à la 9e place des UK Singles Chart.
What's the Frequency, Kenneth? est connue pour avoir été la seule chanson à démarrer en 1e position du Modern Rock Tracks.
La chanson est l'une des chansons les plus jouées par le groupe lors des performances live, elle a été jouée à tous les concerts pour la tournée de l'album Accelerate en 2008.
Grâce à son succès et au fait que le groupe aime cette chanson, elle est également sortie sur la compilation In Time: The Best of R.E.M. 1988-2003 sorti en 2003, c'est d'ailleurs la seule chanson de Monster à y figurer. Une version live enregistrée figure sur le CD2 de l'album R.E.M. Live.

## Historique et thème
R.E.M. a commencé à travailler sur l'album Monster en août 1993 et What's the Frequency, Kenneth? a été créée environ deux mois après en octobre 1993. Cette chanson a été écrite et enregistrée au Kingsway Studio à La Nouvelle-Orléans, où le groupe a également écrit Tongue et Crush with Eyeliner. En 1994, l'année de la sortie de Monster et du single What's the Frequency, Kenneth?, le chanteur Michael Stipe a dit de la chanson :
« J'ai écrit ce protagoniste en tant que type essayant désespérément de comprendre ce qui motive la génération plus jeune, qui s'est donné beaucoup de mal pour essayer de les cerner  et à la fin de la chanson, c'est complètement faux. Il n'est arrivé nulle part,.  »
— Michael Stipe
Le titre de cette chanson ne vient pas du groupe, ce que le guitariste Peter Buck explique dans les notes d'accompagnement de In Time. Il fait référence à un incident survenu à New York en 1986, pendant lequel Dan Rather a été victime d'une agression. L'un des assaillants, que l'on suppose être William Tager, lui posa une question qui resta célèbre : What's the frequency, Kenneth? (bien que la phrase que Dan Rather a entendu était Kenneth, what is the frequency?).
Bien que cela soit pratiquement inaudible, la chanson ralentit vers la fin (d'un tempo de 96bpm à 94bpm) parce que le bassiste Mike Mills avait du mal à jouer. Il fut emmené à l'hôpital où une appendicite a été diagnostiquée, ce qui a perturbé la tournée de 1995 pour l'album de Monster (les dates du 10 juillet 1995 au 20 juillet 1995 ont été annulées. ) R.E.M. n'a jamais réenregistré la chanson.

## Sortie
What's the Frequency, Kenneth? est pour la première fois passée à la télévision dans Saturday Night Live le 12 novembre 1994, enregistrée dans les studios de NBC à New York. D'autres chansons de Monster y ont été chantées : Bang and Blame, I Don't Sleep, I Dream
L'année suivante, le 12 juin 1995, au Madison Square Garden à New York, Dan Rather a accompagné le groupe lors d'une prise de son. Le clip a été montré juste avant l'interprétation de Crush with Eyeliner pendant le Late Show with David Letterman la nuit suivante.

## Version radio
Une version radio de la chanson a été mixée et censurée à cause de l'utilisation de la phrase « Don’t fuck with me » sur l'enregistrement original. Les versions 45 tours et CD maxi single comporte toutes les deux la version radio, alors que les 33 tours, CD et cassette du single comporte la version non censurée. La version de la chanson présente sur la compilation des charts anglais Now That's What I Call Music! 29 de 1994 est la version radio. La version contenue sur In Time est la version originale.

## Clip vidéo
Le clip a été réalisé par  Peter Care, qui a réalisé quelques clips pour les chansons de l'album précédent Automatic for the People et quelques vidéos promotionnels pour la tournée de Monster en 1995. Elle représente le groupe en train de jouer la chanson sous des lumières bleues, rouges et jaunes. Pendant son solo de guitare, Peter Buck utilise la guitare Fender Jag-Stang de  Kurt Cobain qu'il a reçu en cadeau de la part de Courtney Love après la mort de Kurt Cobain, sur laquelle il joue de haut en bas puisque Kurt Cobain était gaucher. Le nouveau look du bassiste Mike Mills (des longs cheveux et des costumes Nudie) qu'il a adopté pendant la tournée de 1995 de Monster, a pour la première fois été vu dans ce clip. Celui qui peut être vu dans le clip appartient en réalité au musicien Gram Parsons.[réf. nécessaire]
Le clip est contenu dans le DVD In View accompagnant In Time.
Le clip a été nommé pour les MTV Video Music Awards - Viewer's Choice (choix du public) en 1995.

## Liste des pistes
Toutes les chansons sont écrites par Bill Berry, Peter Buck, Mike Mills et Michael Stipe.

### 12" et CD maxi-single
1. What's the Frequency, Kenneth? (Radio Edit) – 4:00
2. Monty Got a Raw Deal (Live) – 4:22 [A 1]
3. Everybody Hurts (Live) – 5:41[A 1]
4. Man on the Moon (Live) – 5:22[A 1]

### 7", CD single et cassette
1. What's the Frequency, Kenneth? – 4:00
2. What's the Frequency, Kenneth? (Version instrumentale) – 3:59

Notes
1. 1 2 3  Enregistré au 40 Watt Club à Athens en Géorgie le 19 novembre 1992. Les performances, dont les bénéfices étaient reversés à Greenpeace, ont été enregistrées dans un studio mobile à énergie solaire.

## Représentations et reprises
La chanson a été utilisée dans :
- Le film À tombeau ouvert de 1999.
- La série Beavis et Butt-Head pour l'épisode 19 de la saison 5 Wet Behind the Rears en 1995.
- La série Friends pour l'épisode 17 de la saison 1 Celui qui devient papa – 2e partie (The One with Two Parts: Part 2) en 1995.
- Le film Under the silver lake en 2018 (scène de la fête dans la crypte).

Le titre de la chanson est mentionné par le personnage de Billings dans le comics Comme un gant de velours pris dans la fonte de Daniel Clowes.

## Charts
| Chart (1994)                                      | Meilleure position |
| ------------------------------------------------- | ------------------ |
| Charts australiens                                | 24                 |
| Charts autrichiens                                | 21                 |
| Charts canadiens                                  | 3                  |
| Charts irlandais                                  | 8                  |
| Charts hollandais                                 | 21                 |
| Charts néo-zélandais                              | 4                  |
| Charts norvégiens                                 | 9                  |
| Charts suédois                                    | 21                 |
| Charts suisses                                    | 22                 |
| Charts anglais                                    | 9                  |
| U.S. Billboard Hot 100                            | 21                 |
| U.S. Billboard Modern Rock Tracks                 | 1                  |
| U.S. Billboard Hot Dance Music/Maxi-Singles Sales | 24                 |
| U.S. Billboard Mainstream Rock Tracks             | 2                  |
| U.S. Billboard Hot 100 Airplay                    | 14                 |
| U.S. Billboard Top 40 Mainstream                  | 10                 |

## Source
- (en) Cet article est partiellement ou en totalité issu de l’article de Wikipédia en anglais intitulé « What's the Frequency, Kenneth? » (voir la liste des auteurs).